# Lettera (messaggio)
Una lettera (dal latino littera-ae) o missiva è un messaggio scritto trasmesso da una persona a un'altra attraverso un sistema postale o a mano.
Si parla di lettera aperta quando è indirizzata a uno o più destinatari con firme di pubblicità; in tale caso 
si dice epistola quando sia redatta in forma letteraria, ed epistolario quando indichi un libro formato dalla raccolta delle ultime citate.
Le lettere sono state inviate fin dall'antichità e sono menzionate nell'Iliade. Gli storici Erodoto e Tucidide menzionarono e usarono lettere nei loro scritti.

## Storia

### Età antica
Le prime lettere avevano un carattere commerciale e furono scritte dai Sumeri intorno al 3000 a.C. Erano costituite da tavolette di argilla che, una volta scritte, venivano essiccate al sole e poi ricoperte da un secondo strato di argilla fresca sul quale era impresso il nome e l'indirizzo del destinatario. Tali lettere contenevano documenti amministrativi, contratti di lavoro, affitti di terreni e vendite di derrate alimentari. La scrittura usata è detta "cuneiforme" in quanto composta da insiemi di segni a forma di cuneo risultanti dalle incisioni sull'argilla con un attrezzo a forma triangolare.
Sempre intorno al 3000 a.C. nell'Antico Egitto fu introdotto il metodo di scrittura basato su inchiostro, penna e papiro nel quale si può intravedere un primo tentativo di comporre le lettere tramite carta e penna. Tali lettere erano ancora di carattere commerciale. Gli egiziani usavano la scrittura geroglifica che combinava un insieme di elementi ideografici, sillabici e alfabetici.
In epoca romana alcune lettere di carattere amministrativo furono scritte fondendole su tavole di bronzo. La scrittura usata nel mondo romano era "alfabetica", ovvero ogni simbolo corrispondeva alla lettera di un alfabeto. L'uso delle lettere come mezzo di comunicazione era tanto diffuso da giustificare lo studio di un sistema postale che trovò sotto il dominio di Augusto una delle sue massime espansioni.

### Medioevo

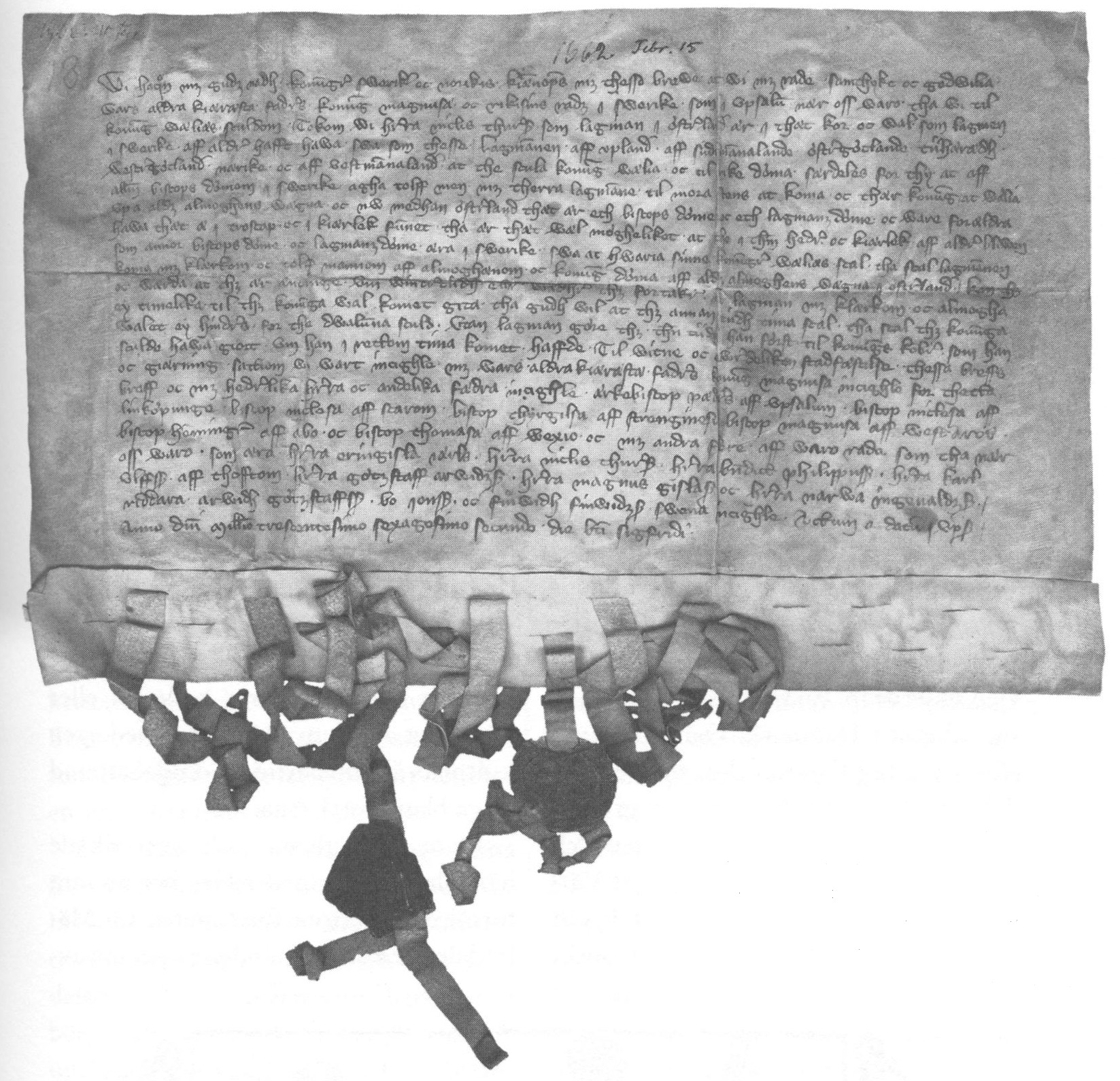
Lettera con sigilli del 15 febbraio 1362 da Magnusson di Håkan, re di Svezia, ai contadini di Österland

Con la fine dell'Impero Romano, la scrittura di lettere, se pure a carattere commerciale, tornò ad essere un gesto riservato a pochi alfabetizzati e quasi esclusivamente appartenenti al mondo religioso. Il papiro venne lentamente sostituito dalla pergamena. La chiusura e la frammentazione del territorio in tanti piccoli stati portò allo sviluppo di altrettanti metodi di scrittura legati al loro contesto politico; tra gli altri: la beneventana, la curiale romana, la merovingia, la alamannica e la visigotica.
Viene introdotto nelle lettere ufficiali l'uso del sigillo in piombo detto "bolla" con il quale si autenticavano le lettere papali. Intorno all'anno 1000 alle lettere in pergamena si affiancarono quelle in carta di uso corrente in tutto il mondo arabo. Si diffonde l'uso della scrittura carolina che era quella ufficiale dell'Impero carolingio.
Nel XIV secolo i mercanti presero l'abitudine di siglare le loro lettere con un proprio simbolo di riconoscimento che costituiva il "marchio" della famiglia di appartenenza. Tali simboli erano in genere stilizzazioni di oggetti, vegetali o lettere: un giglio stilizzato era il simbolo usato da Domenico Gigli alla fine del Trecento, il commerciante Felip Fibla usava due effe incrociate, Giovanni di Rinieri Peruzzi aveva scelto un pero stilizzato. Tra i mercanti si forma anche la Scrittura mercantesca che è più povera esteticamente delle precedenti ma di gran lunga più pratica e semplice da usare.

### Dal XV al XVIII secolo
Nel XV secolo si diffonde l'uso di sigillare le lettere con la "nizza" ovvero una bandella di carta su cui talvolta è inciso un sigillo a secco. La nizza poteva anche essere bloccata con ceralacca. Durante il secolo la forma usuale della lettera è quella del "plico", che consisteva in un foglio di carta piegato, sigillato ed inviato "allo scoperto" ovvero senza busta. L'indirizzo è scritto su una porzione di foglio lasciata appositamente in bianco e chiamata "sopraccarta".
Nel Rinascimento si diffonde l'uso della carta e l'organizzazione dei servizi di posta a cura di Francesco Tasso producono un gran numero di lettere commerciali ad opera della borghesia che necessita di comunicazioni con luoghi lontani. Con questi nuovi supporti si diffonde anche l'uso delle frasi in lingua volgare apposte sui frontespizi delle lettere ad incitare una più rapida consegna. Il termine più usato ad esortazione della rapidità era il latino "cito". Una lettera del 13 settembre 1542 scritta dal doge Pietro Lando conteneva "cito" per ben 14 volte.
Iniziano a viaggiare le lettere dirette nel "nuovo continente". Una delle prime giunte fino a noi è del 1538 e riporta l'ordine di Carlo V al viceré della Nuova Spagna Antonio Mendoza affinché venissero distrutti tutti i templi e gli idoli degli Indios. Con una successiva lettera, Carlo V dispone che tutti i frati fossero autorizzati a costruire edifici monastici. Con queste operazioni Carlo V intendeva convertire definitivamente la popolazione locale al culto cattolico.
Il 7 giugno 1579 Maria Stuarda sotto arresto da un decennio, scrive una lettera al suo carceriere Sir George Bowes chiedendo il permesso di inviare in Scozia il suo segretario affinché si accertasse dello stato di suo figlio Giacomo ancora tredicenne. Sorprendentemente nella lettera usa uno stile confidenziale poco consono al carattere che l'aveva contraddistinta ed alla forma nobiliare.
Una lettera del 15 novembre 1582 scritta dal dottore Hubert de la Vallée a Margherita d'Austria, informa sulla salute e sulla condotta che deve seguire Filippo II di Spagna, facendo giungere a noi un ritratto intimo di uno dei più potenti uomini dell'epoca ma anche quelle che erano considerate preziose informazioni mediche come la raccomandazione di sorbire un brodo di cappone prima di ogni pranzo.

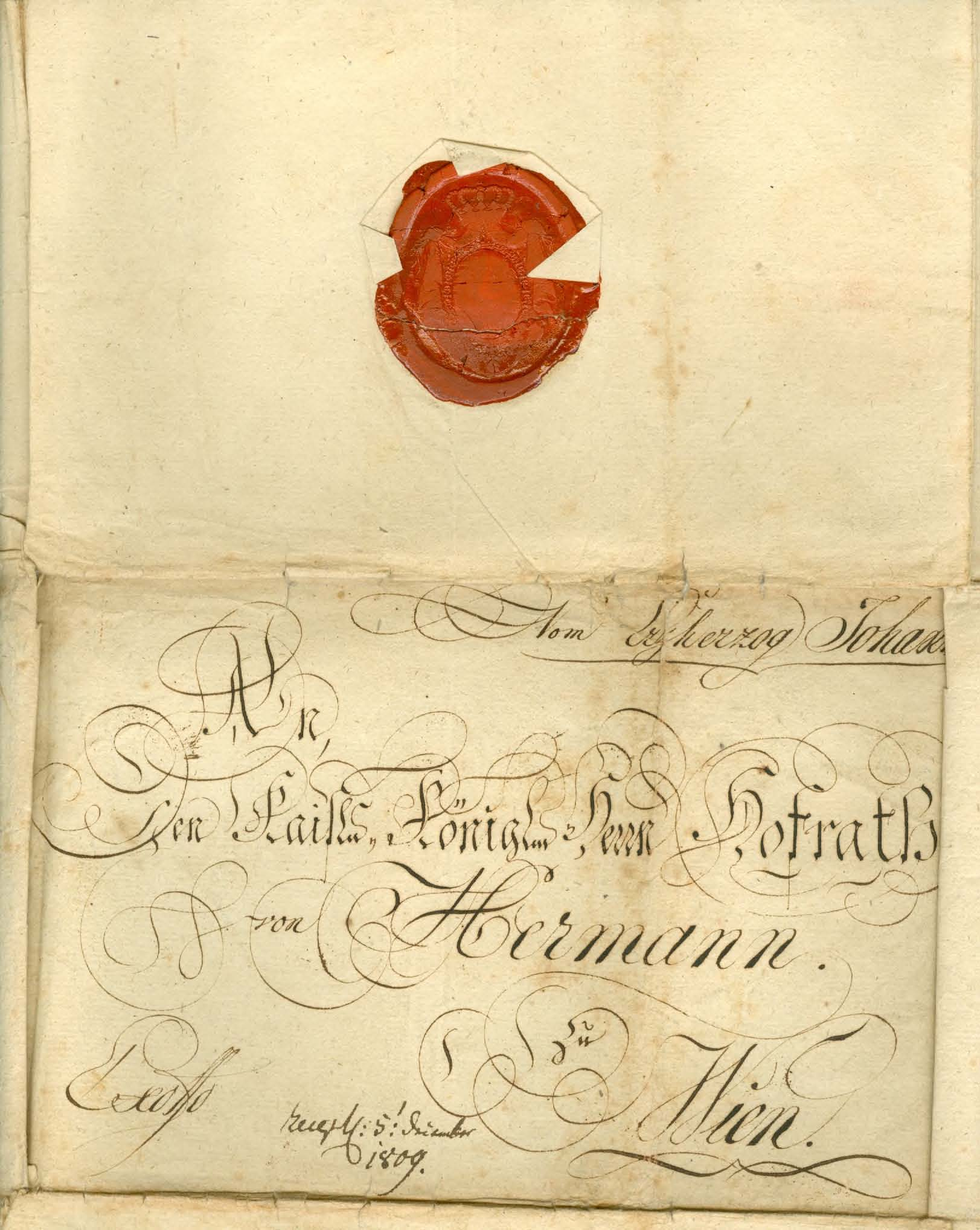
Lettera con sigillo in ceralacca.

Nel XVII secolo inizia a svilupparsi l'abitudine di inserire le lettere in una busta" grazie anche alla riduzione del prezzo della carta. Vengono diffusi anche sigilli alternativi alla nizza e alla ceralacca come ad esempio i fili di seta. Per esortare una consegna più rapida si abbandona il latino "cito" ed in Italia viene adottato il termine "subito". Si sviluppa l'abitudine di lasciare uno spazio bianco tra la prima riga del testo, che deve contenere "l'intitolazione" ovvero il titolo del destinatario, ed il corpo vero e proprio della lettera. Diventa buona regola lasciare tanto spazio bianco quanto più si vuol significare la propria sottomissione. Nell'Archivio di Stato di Modena sono presenti alcune lettere che lasciano un intero foglio per un messaggio di sole tre righe a significare prostrazione estrema. Al contrario vi era la lettera "in riga" che poneva destinatario e mittente in pari dignità.
La necessità di comunicare tramite lettera è tanto pressante che porta allo studio di metodi facilitanti questa pratica; tra questi si ricordano gli "AQ" veneziani introdotti nel 1608: interi postali usati principalmente per lettere provenienti dalle magistrature. Dalla Francia si diffonde la moda degli "enveloppe": pezzi di carta sagomanti in base alla forma del plico ed i cui lembi erano piegati in modo da formare un effetto appuntito.
Con l'introduzione dei timbri nel 1661 da parte di Sir Henry Bishop compaiono sulle lettere i primi segni di timbratura. Tra i religiosi si attesta l'abitudine di sigillare le lettere usando un'ostia ma era ritenuta sconveniente se la missiva era rivolta ad un superiore; nel qual caso era d'obbligo l'uso della ceralacca.
Nel XVIII secolo inizia una nuova alfabetizzazione di massa che allarga l'uso delle lettere anche a nuovi ceti sociali. Scompare lentamente l'uso del latino e si afferma l'uso delle lingue nazionali. In Svezia e Finlandia la corrispondenza urgente veniva dotata di una piuma d'uccello incastrata nel frontespizio con la ceralacca In Italia compare per la prima volta il termine "Espresso" scritto accanto all'indirizzo di destinazione ma il riferimento non era al noto servizio postale bensì all'incaricato che consegnava la posta in maniera celere. Il 30 dicembre 1707 Guglielmina Amalia di Brunswick-Lüneburg imperatrice del Sacro Romano Impero Germanico, scrive da Vienna al cardinale Leandro di Colloredo presso la sua sede di Roma rispondendo agli auguri di prosperità inviatigli precedentemente. La lettera è considerata un tipico esempio di corrispondenza nobiliare europea. La calligrafia è corredata da vistosi ornati e la lingua usata è ancora il latino. Nel 1715 Isidoro Nardi nel suo manuale "Il segretario principiante" divideva le lettere in undici classi: lettere di buone feste, di partecipazione, di avviso, di congratulazioni, di raccomandazione, di negozio, di informazione, di presentazione, di condoglianze, di scuse e familiari. Nel 1759 nelle cancellerie vescovili e nelle segreterie degli ordini religiosi per sigillare le lettere erano usate ostie colorate.
Il 17 giugno 1792Maria Antonietta d'Asburgo-Lorena indirizza una lettera a Ferdinando I delle Due Sicilie ed alla sorella Maria Carolina d'Asburgo-Lorena che le è consorte, per congratularsi della nascita di Alberto Filippo Maria loro quindicesimo figlio. Per Maria Antonietta è un periodo critico in quanto prigioniera in una Francia rivoluzionaria che la tiene prigioniera e nello stile gioioso della lettera lascia trapelare una nascosta richiesta di aiuto appellandosi alla "Regina" come "mia carissima sorella".

### XIX secolo
Durante l'Ottocento si cominciarono a produrre fogli di carta da lettere sottili che poi prenderanno il nome di "veline". In Inghilterra prenderà il nome di "Bath Post" e sarà di un colore bianco brillante ad eccezione della azzurra che verrà prodotta miscelando all'impasto della carta sali di cobalto. Nel 1816 Domenico Milone pubblica "il perfetto manuale epistolare" con l'intento di ripristinare l'uso della cortesia aristocratica nelle lettere, che era venuta meno con l'avvento giacobino e napoleonico.
Nel 1820 il commerciante di carta inglese Brewer di Brighton inizia a produrre e vendere su grande scala le buste di carta per le lettere. L'uso delle buste fu però criticato in quanto non consentivano l'apposizione dei bolli postali certificanti sul foglio.
Con l'introduzione del francobollo nel 1840 a seguito della riforma postale di Rowland Hill le lettere divengono il più diffuso mezzo di comunicazione di massa. La capillare diffusione dell'alfabetismo contribuisce ad un maggior uso della lettera anche per questioni personali e private come le corrispondenze dei militari impegnati in battaglia. Per esortare l'urgenza vennero usate espressioni come "di preme" o "pressatissimo" ma in genere queste erano appannaggio di commercianti e banchieri. La forma della lettera continua ad essere il plico, l'apposizione del francobollo avviene nella sopraccarta.
Nel 1819 il Regno di Sardegna introduce una carta bollata che poteva essere usata come lettera pagata dal mittente: il "Cavallino di Sardegna". Le missive erano affidate a diligenze per l'inoltro a destinazione e spesso sul frontespizio appariva la scritta "pronto recapito". Il 23 luglio 1841 venne spedita una lettera da Stoccolma che raggiunse Cremona il 5 agosto. Al suo interno era stampata in litografia una cornice raffigurante i principali monumenti di Berlino. Tali lettere erano stampate a nome "Edizioni della ditta Rocca in Berlino" e rappresentano un primo tentativo di invio di immagini illustrate per posta.
Il 3 aprile 1848 Demetrio Galli della Mantica, giovane ufficiale dei Bersaglieri, scrive una lettera alla madre mettendola al corrente della situazione in cui incombe essendo coinvolto nella battaglia di Goito. Purtroppo fu il primo dei due ufficiali caduti durante il conflitto e la lettera rimane a testimonianza della Prima guerra di indipendenza italiana.
Nel 1859 il Regno Lombardo-Veneto istituisce il servizio espresso e dota i propri uffici postali di un timbro con la dicitura "LETTERA PER ESPRESSO". Nel 1866 il Vocabolario della Crusca registra per la prima volta l'uso del termine "busta" come custodia per i fogli di carta da lettera.

### XX secolo
Durante il Novecento lettere divengono testimonianza diretta dei due conflitti mondiali che hanno interessato il secolo, ma anche splendidi reperti delle nuove conquiste spaziali.
In Italia dopo il 1930 per facilitare l'uso della posta aerea verrà prodotta una speciale carta da lettere leggerissima grazie alla quale con la busta è possibile mantenere il peso al di sotto dei 5 grammi nei quali era previsto lo scaglione d'uso con la tariffa postale più bassa.
Il 16 gennaio 1969, ad opera dell'Unione Sovietica avvenne il primo incontro nello spazio tra due mezzi di trasporto. Le due navicelle Sojuz 4 e Sojuz 5 si agganciarono, consentendo il trasbordo da una all'altra di uomini ed oggetti provenienti dalla Terra. Tra gli oggetti vi erano anche due lettere: una privata e scritta dalla moglie dell'astronauta Vladimir Aleksandrovič Šatalov ed una ufficiale ed affrancata con un francobollo da 10 centesimi. Šatalov fu quindi il primo uomo a ricevere corrispondenza nello spazio.

## Caratteristiche
La forma tipica di una lettera per molti secoli, e il concetto archetipico ancora oggi, è un foglio (o più fogli) di carta che viene inviato a un corrispondente attraverso un servizio postale. Una lettera può essere formale o informale, a seconda del pubblico e dello scopo. Oltre ad essere un mezzo di comunicazione e un deposito di informazioni, la scrittura di lettere ha svolto un ruolo nella riproduzione della scrittura come arte nel corso della storia.
Si distinguono diversi tipi di lettera a seconda del mittente (un privato, un'azienda, un ente) e del destinatario, dello scopo e del contenuto del messaggio. In base allo stile, una lettera può essere formale o informale. Solitamente le lettere si spediscono per posta, piegate e racchiuse in una busta riportante gli indirizzi delle persone interessate, distinte in mittente e destinatario. Spesso hanno forma di lettera anche i telefax e le e-mail o i messaggi di posta elettronica. Abbastanza diversi sono i messaggi per telescrivente (telex) e per telegrafo (telegrammi) che, come le lettere, fanno parte della corrispondenza postale.
Generalmente l'estetica di una lettera ricalca l'epoca e l'uso a cui è destinata. Le prime lettere cartacee, non essendo dotate di busta, venivano ripiegate su loro stesse per formare l'involucro e poi sigillate con una striscia di carta detta "nizza" o, più tardi, con la ceralacca o l'ostia.
Nel periodo napoleonico vennero studiate carte intestate che, una volta ripiegate, divenivano buste. Ben distinte sono anche le cartoline.

## Elementi
La lettera modello si divide in varie parti, codificate attraverso i secoli, che consentono un rapido riconoscimento di esse anche in presenza di una lingua sconosciuta. Generalmente in alto sulla sinistra viene posta una "intestazione" contenente i dati del mittente; talvolta tali dati possono essere situati nel piè di pagina, soprattutto in presenza di carta intestata. Dell'intestazione fa parte anche l'insieme dei dati del destinatario che viene posto generalmente sulla destra e sotto quelli del mittente.
Elemento essenziale della lettera è la data. Questa può essere situata in diverse parti a seconda del tipo di lettera: nelle lettere commerciali è posta sotto l'intestazione, nelle private è spesso il primo carattere del foglio e preceduta dal luogo in cui la lettera viene scritta. Può essere posta anche in fondo alla lettera prima della firma del mittente.
Nella corrispondenza amministrativa e commerciale si usa porre sotto l'intestazione un "oggetto", ovvero un riferimento ai motivi che portano alla composizione della lettera.
Dopo l'oggetto (o, in ogni caso, quando inizia il corpo della lettera) si pone un "esordio", che ha il compito di far intuire al destinatario il rapporto interpersonale con il mittente. Generalmente, l'esordio è costituito da un appellativo, seguito da un'apposizione che qualifichi il destinatario della lettera, e che varia in base al rapporto che sussiste tra il mittente e il destinatario (tipicamente valutato sulla base della differenza di età e del grado di confidenza reciproco). Vedi la sezione "Appellativi".
Il "corpo" della lettera contiene il vero messaggio. La "chiusura", in genere, è composta da un'espressione conclusiva, anch'essa variabile in funzione del rapporto che c'è tra mittente e destinatario; esempi:
- "Distinti saluti"
- "Cordiali saluti"
- "Con affetto"

Dopo la chiusura si trova la firma del mittente.
Sotto la firma può esserci un "Post Scriptum", ovvero una frase o un testo aggiuntivo che non sono stati inseriti durante la stesura del corpo della lettera e che si ritengono degni di nota, al punto da ritenere opportuno includerli, anziché tralasciarli, nonostante la stesura del corpo della lettera sia già terminata. La lettera, infine, può essere accompagnata da uno o più allegati, ovvero documenti esterni che la accompagnano e cui la lettera stessa fa eventualmente riferimento.

## Appellativi utilizzati
Alcuni esempi di appellativo:
- "Caro", nel caso di persone di pari grado (può risultare offensivo o sarcastico se usato fuori dal contesto);
- "Illustre", nel caso di un destinatario che goda di un'ampia e meritata fama, per eccezionali qualità od opere egregie[21];
- "Egregio" quando il rapporto è formale; sostituito dal più recente "pregiatissimo" e da "gentile"[22];
- "Gentile" o "Gentilissimo", utilizzato, di solito, nei confronti di una persona (uomo o donna, indistintamente[22]) alla quale si dà del "lei";
- "Santità" per il Papa;
- "Eccellenza", oppure "Sua Eccellenza", per ambasciatori, magistrati di Cassazione, arcivescovi, vescovi e alti prelati;
- "Eminenza" per i cardinali;
- "Reverendo" per i presbiteri;
- "Spettabile", per ditte e aziende;
- "Distinto";
- "Pregiatissimo";
- "Stimato", "Stimatissimo" (es. "Stimatissimi colleghi");
- "Illustrissimo".

In ambito universitario, vengono utilizzati i seguenti:
- "Chiarissimo": professore universitario;
- "Amplissimo": preside di una Facoltà universitaria;
- "Magnifico": rettore dell'Università.

Ulteriori esempi:
- "Egregio signor preside e gentili professori": se indirizzato a personale di una scuola;
- "Amplissimo signor preside e chiarissimi professori": se indirizzato a personale docente universitario.

## Tipologie
Alcuni tipi di lettere formali:
- notifica;
- circolare;
- richiesta (a un ente);
- lettera commerciale;
- lettera ufficiale;
- lettera di candidatura;
- lettera di presentazione;
- lettera aperta.

Tipi di lettere informali:
- d'auguri;
- di condoglianze;

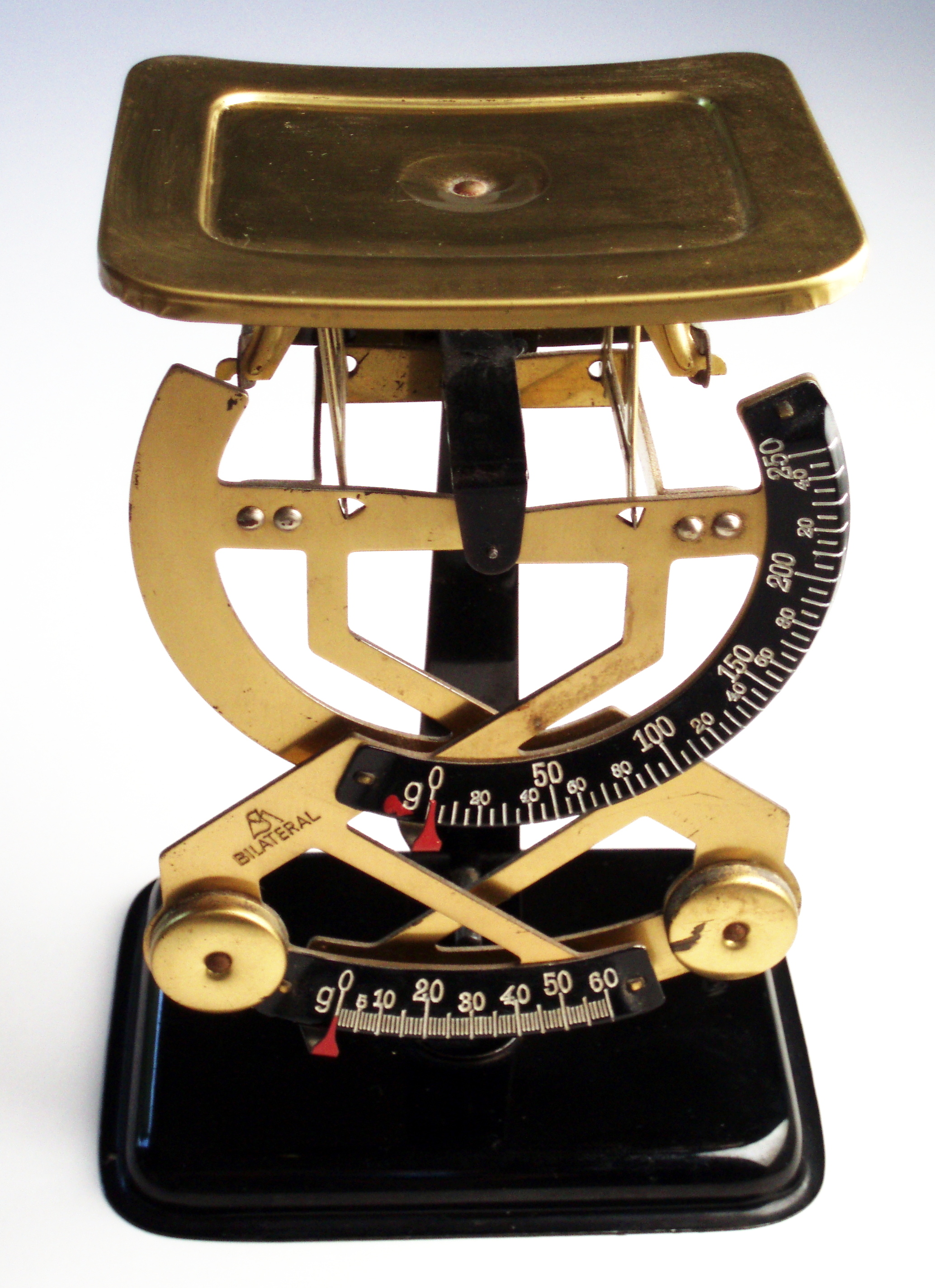
Bilanciere tedesco d'epoca per la corrispondenza.

- d'invito (diversa dal biglietto d'invito, che spesso si stampa);
- di ringraziamento;
- di felicitazioni;
- d'amore;
- talora dette d'amicizia, quelle in cui si parla di fatti personali senza un'occasione specifica;
- lettera personale.

Fra i cosiddetti prodotti delle poste si trovano le lettere assicurate e raccomandate; per queste ultime si può chiedere un avviso di ricevimento.
La lettera può essere spedita anche per posta ordinaria, prioritaria o aerea.